# Piotr Kisłow
Piotr Borisowicz Kisłow, ros. Пётр Борисович Кислов (ur. 2 czerwca 1982 w Głazowie) – rosyjski aktor teatralny i filmowy. 
W 2003 roku ukończył szkołę teatralną w Niżnym Nowogrodzie, a w 2006 studio aktorskie przy MChAT. W 2006 aktor teatru MChT im. Antona Czechowa w Moskwie.

## Wybrana filmografia
- 2006: Sczastje po rieceptu (Szczęście na receptę), jako Wiktor
- 2007: Rok 1612, jako Andriej (zdrob. Andriejka), dworzanin carewicza Dymitra – nagroda w 2008 roku na festiwalu w Czeboksarach, Rosja
- 2007: Ja was żdu... (Czekam na was...), jako Maks
- 2008: Siet (Sieć), jako Tropa